# Cathédrale de Bodø
 (février 2024).
La cathédrale de Bodø (en norvégien : Bodø domkirke) est une cathédrale de la municipalité de Bodø, située dans la ville de Bodø, dans le comté de Nordland, en Norvège.
Sur le plan ecclésiastique, la cathédrale se trouve dans la paroisse de Bodø, dans le doyenné de Bodø et dans le diocèse de Sør-Hålogaland, au sein de l'Église de Norvège. Elle constitue le siège de l'évêque de Sør-Hålogaland, qui est, depuis 2007 Tor Bergen Jørgensen.

## Note et référence

### Note
- (en) Cet article est partiellement ou en totalité issu de l’article de Wikipédia en anglais intitulé « Bodø Cathedral » (voir la liste des auteurs).

### Référence
1. ↑  (no) « Bodø domkirke », Kirkesøk: Kirkebyggdatabasen (consulté le 20 mars 2012)